# Gérard Desargues
Gérard Desargues (n. 2 martie 1591, Lyon, Franța - d. 9 octombrie 1661, Lyon) a fost un matematician și inginer francez, considerat unul dintre fondatorii geometriei proiective.

## Biografie
Provine dintr-o familie distinsă. Despre tinerețea sa nu se cunosc multe date. A trăit în epoca Renașterii, când pictura și arhitectura au ajuns la un înalt nivel de dezvoltare și implicau metode noi de cercetare în geometrie.
Ca inginer militar și arhitect, a luat parte la asediul cetății La Rochelle (1628).
Părăsind serviciul militar, se stabilește la Paris, unde cunoaște pe Pierre Gassendi, Roberwal, Pascal, Fermat și Descartes.
În perioada 1623 - 1630, ține cursuri de specializare cu muncitorii, predând lecții de geometrie legate de construcții, dulgherie etc., ceea ce îi aduce popularitate.

## Activitate științifică
A creat baza și principiile geometriei proiective. Studiind regulile perspectivei, a introdus în geometrie punctele improprii și punctele de la infinit. De asemenea s-a dedicat geometriei pure, cu scopul de a analiza polemica cu caracter filozofic dintre Descartes și Fermat.
Desargues a introdus noțiunea de fascicul de raze și de plane și a definit familiile de drepte paralele și familiile de plane paralele ca fascicule având centrul, respectiv dreapta de intersecție situată la infinit. Pe această bază a construit teoria conicelor. S-a ocupat de proprietățile involutive ale fasciculelor de drepte, ale patrulaterelor înscrise într-o conică, ale patrulaterelor înscrise într-o conică și tăiate de o transversală și de secțiunile conice prin plane. Aceste probleme au mai fost studiate ulterior și de Blaise Pascal. Axiomatica elaborată de Desargues și-a găsit aplicații în cristalografie.
În 1636 Desargue a formulat teorema triunghiurilor omoloage (teorema lui Desargues).
În 1648 a studiat epicicloida și aplicațiile cicloidei în mecanică.
A perfecționat construcția orologiilor.
Ideile lui Desargues au fost dezvoltate de către: Pascal, Descartes, Fermat, Mersenne, Leibniz, La Hire, Poussin și alții.

## Scrieri
- 1939: Brouillon Projet...;

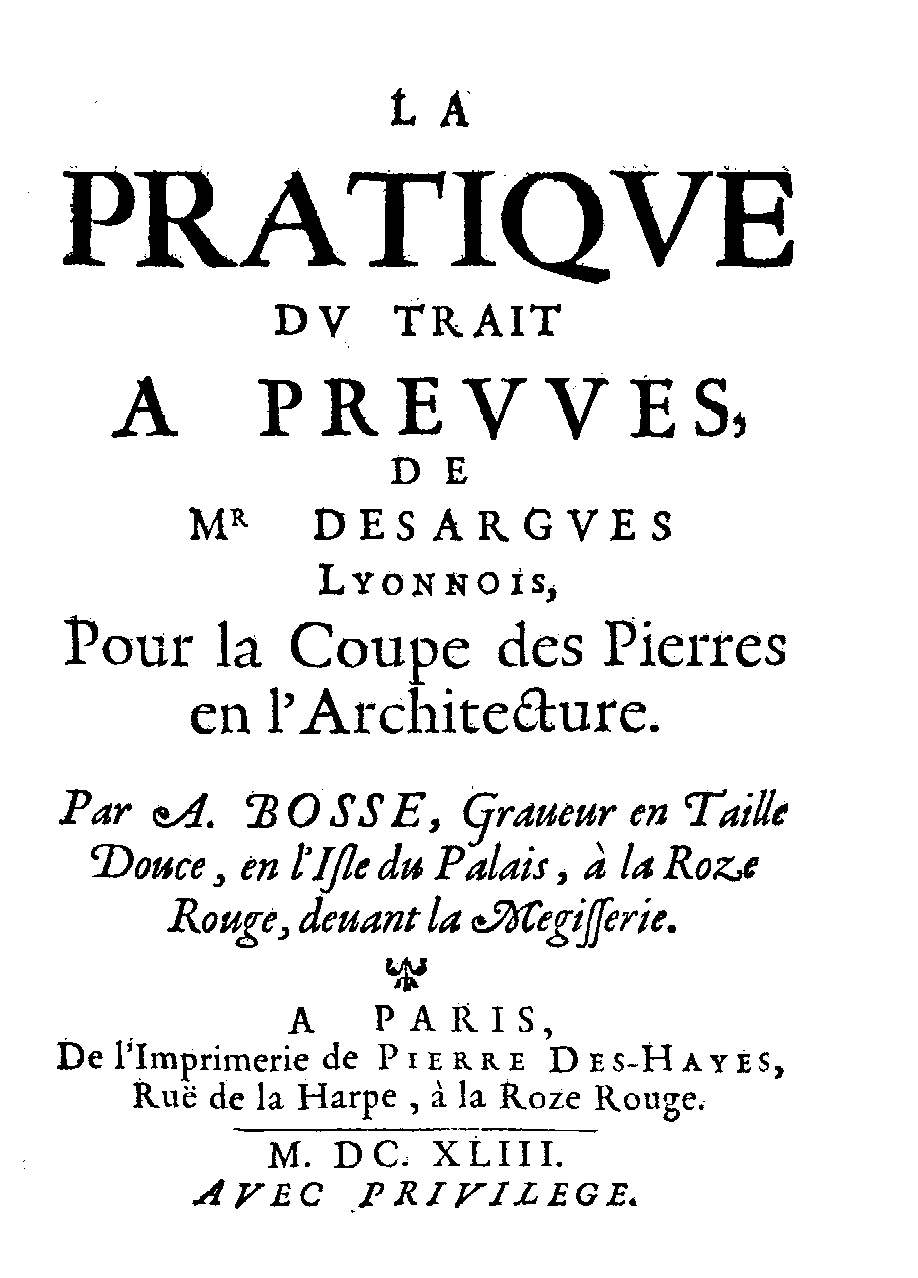
Pratique du trait a preuves (1643)

- 1643: Perspective adréssée aux théoreticiens;
- 1636: Traité de la section perspective
- 1639: Traité des sections coniques.